# Ib (jeu vidéo)
Pour les articles homonymes, voir IB.
Ib (イヴ, Ivu) est un RPG d'horreur psychologique free-to-play, sorti en 2012 pour Microsoft Windows et créé par l'artiste japonais kouri. Le jeu a été créé sur RPG Maker 2000 et le joueur contrôle un personnage en vue du dessus dans le but de sortir d'une galerie d'art.

## Système de jeu
Le joueur contrôle un personnage en deux dimensions et interagit avec différents personnages et objets. Des obstacles se présentent sous forme de portes fermées que le joueur doit ouvrir, et des ennemis, ainsi que des pièges font perdre des points de vie au personnage joué sans qu'il n'y ait de combats. Lorsque la vie du personnage tombe à zéro, le joueur a perdu. Différentes fins sont possibles en fonction des choix effectués tout au long de l'aventure.
Le jeu original est en japonais, mais plusieurs versions traduites ont été validées par le créateur, dont une version française créée en 2018.

## Histoire
Une jeune fille, Ib, visite une galerie d'art où sont exposées des œuvres d'un artiste appelé Guertena Weiss. Après avoir reçu l'accord de ses parents, Ib visite la galerie seule et découvre un immense tableau. C'est alors que tous les visiteurs disparaissent et Ib est guidée vers un tableau représentant les fonds marins par d'étranges inscriptions sur les murs. Elle se retrouve dans une dimension parallèle où elle fera la connaissance d'autres personnages et d'où elle devra s'échapper en évitant les œuvres qui veulent sa peau. Pour cela, il lui faudra résoudre des énigmes ou rassembler divers objets.

## Personnages
Ib (japonais イヴ, rōmaji Ivu)
Une fillette de neuf ans. Elle a de longs cheveux bruns et des yeux rouges. Un beau jour, elle se retrouve piégée dans une galerie d'art où sont exposées les œuvres de Guertena Weiss.
Kouri, le créateur du jeu, a indiqué sur son blog officiel qu'Ib était l'héroïne du jeu et a déclaré : « Sa couleur est le rouge. Sa famille est plutôt aisée et sa jupe lui descend donc jusqu'aux genoux. » Lorsqu'il révéla son premier dessin la représentant, kouri déclara que son expression n'était pas celle que l'on connaît aujourd'hui, mais que ses vêtements ont à peine changé. Il ajouta par la suite qu'Ib aime sa mère, ainsi que son père. Au départ, il était prévu que l'apparence de Ib change au fur et à mesure que la rose qui lui était attribuée perdait ses pétales, mais cela lui aurait demandé trop de travail. Ib aurait donc pu être couverte de blessures si sa rose n'avait plus que trois pétales ou moins.
Dans la version japonaise, Ib est bien trop jeune pour lire les kanjis les plus compliqués, ce qui l'empêche assez fréquemment de lire le nom des œuvres exposées. Elle doit donc faire appel à Garry, qui lui, est plus âgé. Une légère adaptation a été nécessaire dans les différentes traductions du jeu. Cette fois, Ib connaît son alphabet, mais est incapable de lire les termes plus complexes. Dans la version française, les mots dont l'orthographe ne correspond pas toujours à la prononciation usuelle ont permis de reproduire ce problème.
Garry (japonais ギャリー, rōmaji Gyarii)
Un jeune homme parlant de manière raffinée, aux cheveux de couleur lavande et vêtu d'un manteau en lambeaux. Il cherche à protéger Ib et tente de d'échapper de la galerie avec elle. Au fur et à mesure que le jeu progresse, Garry peut prendre des mesures extrêmes pour protéger Ib, au point même d'en risquer sa vie.
Selon les fans, Garry serait un adulte. Cela n'est cependant pas mentionné dans le jeu et le créateur n'a jamais donné d'âge officiel.
En japonais, Garry parle en utilisant des tournures de phrases ou des pronoms habituellement réservés aux femmes. Il se considère toutefois comme un homme et ce, tout au long du jeu et indique qu'il parle de la sorte afin de ne pas paraître malpoli. kouri a, par la suite, représenté Garry vêtu d'un kimono féminin et l'a défini comme « quelqu'un souhaitant franchir les barrières des genres ». Dans la version française, Garry parle poliment et utilise quelques expressions vieillies et/ou féminines, telles que « saperlipopette ». Ses cris sont retranscrits de sorte à ressembler à ceux d'une femme.
Peu d'informations sont données sur son histoire et sur ce qu'il faisait avant de venir visiter la galerie. kouri a indiqué sur son blog « qu'il était difficile de lui dessiner des expressions claires, puisque l'un de ses yeux est caché ». Il avait d'abord pensé le dessiner avec des cheveux roses, mais « a décidé de lui mettre des cheveux lavande, parce qu'il se démarquait plus que Ib, et parce que le rose ne correspondait pas à l'ambiance du jeu ».
Mary (japonais メアリー, rōmaji Mearii)
Une jeune fille blonde du même âge que Ib, vêtue d'une longue robe verte. Elle est décrite comme une fillette espiègle et excentrique, qui aime les choses mignonnes et s'amuser.
C'est le principal antagoniste du jeu, ainsi qu'une des œuvres de Guertena. On ne l'apprend que plus tard dans le jeu, et ses actions varient en fonction des choix du joueur. Son plus grand souhait est de quitter le « monde factice » et de vivre dans le monde réel. Dans une mise à jour du jeu ajoutant plusieurs fins, on apprend qu'elle considère Guertena Weiss comme son père.
Guertena Weiss (Japonais ワイズ ゲルテナ, rōmaji Waizu Gerutena)
Le créateur des œuvres de la galerie, il est décrit comme très mystérieux. Plus le joueur progresse, plus il apprend d'informations sur la vie de Guertena.
D'après son journal, Guertena croyait qu'il était possible de donner vie à ses œuvres en donnant du cœur à l'ouvrage. Dans l'une des différentes fins du jeu, il est également révélé que Mary le considère comme son père.

## Accueil
Ib est devenu un incontournable des jeux d'horreur indépendants. Il a reçu des éloges pour son atmosphère et son design général. Il a même été comparé à un autre jeu du même genre : Yume Nikki.
Au début de l'année 2014, Kouri a mentionné sur son propre site web que Ib avait dépassé les 1 150 000 téléchargements au Japon. Le nombre de téléchargements du côté anglophone serait encore plus élevé.